# Lawrence Sperry
Lawrence Sperry född 22 december 1892 i Chicago USA död 23 december 1923, var en amerikansk flygpionjär och konstruktör av de första styrautomaterna för flygplan. Han var son till gyrokonstruktören Elmer Ambrose Sperry. Han innehade eller hade sökt 23 patent kopplat till flygsäkerhet men förolyckades själv vid en flygolycka över Engelska kanalen.

## Biografi

### Bakgrund
Sperry var redan i unga år företagsam. Som tioåring skaffade han en cykel och en runda där han levererade tidningar. När han 1903 såg artikeln om bröderna Wright och deras flygförsök vid Kitty Hawk på tidningens första sida blev han intresserad av flyg. För att efterlikna Wright öppnade han en cykelverkstad i familjens källare. Den lilla verkstaden blev snart populär och han utökade verksamheten med reparationer av motorcyklar och motorer. Trots ringa formell utbildning visade han sig vara en duktig tekniker och ha naturlig begåvning för mekanik.

### Tidiga flygerfarenheter, utbildning
Vid ett besök på en flyguppvisning i Mineola 1909 ritade han och hans bror Elmer av ett Voisin biflygplan. Med skissen som vägledning började de tillverka ett glidflygplan i källaren till föräldrarnas hus. För att få fram svängda trädetaljer byggde de en egen ångmaskin, som med ångan värmde träläkten så att de kunde formas.
När Sperry en dag fick frågan från en cykelkund vilken typ av motor flygplanet skall utrustas med gav han upp planerna på ett glidflygplan. Kunden Mr. Wilcox råkade veta att det finns en begagnad femcylindrig Anzani-stjärnmotor till salu för 800 dollar. Eftersom bröderna bara hade 300 dollar lånade de 500 dollar av Wilcox. När flygplanet blev för stort för huset monterade de ner två fönster för att kunna få ut det på gården. Deras pappa krävde att de med sina första inkomster måste betala reparationen av husets fasad.
Eftersom de ännu inte fått motorn ansåg Sperry att man skulle prova flygplanet i glidflykt för att få praktiskt flygkunnande. Med en Panhard bogserades flygplanet till närbelägna Sheepshead Bay Race Track. Där monterades vingarna och med Sperry vid rodren bogserade brodern Elmer upp flygplanet. När planet nådde cirka 50 meters höjd brast bogserlinan och Lawrence genomförde en hård landning. Trots landningen behövde planet bara mindre justeringar. 
Veckan efter den första glidflygningen levererades motorn. För att förhindra flygplanet att ställa sig på nosen vid nästa flygning monterade Lawrence sex cykelhjul under flygplanskroppen. Efter att man fyllt på bränsle startade Lawrence motorn och allt eftersom han gav gas ökade flygplanets fart längs med marken för att slutligen lyfta. Han nådde en höjd på cirka 200 meter och genomförde en fullt godkänd landning.
Sperry insåg att han behövde riktig flygutbildning. Efter något år med akademiska studier söker han sig till Glenn Curtiss flygskola vid Hammondsport. Med de kunskaper han inhämtat på egen hand går utbildningen fort och han tilldelas flygcertifikat nummer 11 från Aero Club of America 15 oktober 1913 och blir därmed USA yngsta pilot.

### Utveckling av styrautomat
Samtidigt som Sperry fick sin flygutbildning arbetade Curtiss med konstruktionen av ett sjöflygplan åt U.S. Navy. Sperry som ser sjöflygplanen växa fram fick då sin idé att koppla ihop sin pappas gyrokompass med en stabilisator i ett flygplan. Hans mål var att flygplanet skulle behålla en given flyghöjd och kurs under alla betingelser.
För att nå sitt mål var han tvungen att förse ett flygplan med tre gyron, ett var för flygplanets tre axlar yaw (kurs), pitch (nosläge) och roll, som sedan kopplades till flygplanets kontroller. För att driva gyroinstrumentens motorer krävdes ström. Sperry konstruerade en liten vinddriven generator som monterades ovanför vingen och länkarmar från instrumenten, som påverkade flygplanets roder. Eftersom flygindustrin inte var standardiserad tvingades Lawrence konstruera sin styrautomat med fyra gyron, för att den skulle passa till flera tillverkares flygplan. Dessutom byggde han in en anemometer som kunde känna av flyghastigheten och förhindra en stall. Hela enheten kunde byggas in i en låda som var cirka 20 x 20 centimeter.
När Deperdussin lanserade sitt kontrollsystem med en central styrspak för flygplan och tillverkarna efter hand övergick till det styrsystemet förenklades Sperryas arbete med styrautomaten, eftersom flygplanens kontrollsystem blev enhetliga oberoende av vilket företag som tillverkat flygplanet. U.S. Navy, som följde Sperry utveckling av styrautomaten, placerade löjtnant Patrick Bellinger som hans asisstent och livvakt. Efter de första flygförsöken med styrautomaten flyttade man verksamheten från Curtiss fabrik och Lake Keuka i Hammondsport till San Diego i Kalifornien. Under en testflygning när styrautomaten fungerade långsamt reagerade inte Bellinger snabbt nog utan Curtiss C-2 flygbåten havererade i Spanish Bight. Man lyckades rädda styrautomaten innan flygbåten sjönk. Vid en senare flygning satt Bellinger i förarkabinen utan att röra kontrollerna medan Sperry klättrade ut och promenerade på vingarna, styrautomaten kompenserade på egen hand den svängning som blev följden av Lawrence tyngd på ena vingen.
1914 utannonserade Aéro-Club de France och det franska krigsdepartementet den internationella flygsäkerhetstävlingen Concours de la Securité en Aéroplane. Curtiss som önskade reklam för sina flygbåtar anmälde Sperry med en Curtiss C-2 utrustad med styrautomat till tävlingen. 57 flygplan var anmälda till tävlingen med Sperry som sista tävlande. Som andrepilot och mekaniker under tävlingen anlitade Sperry den franske flygaren Emile Cachin. Sperry genomförde ett flygpass med Cachin, för att denne skulle förstå att flygplanet kunde flyga utan att någon satt vid kontrollerna. Det var enda sättet för Sperry att förklara för Cachin, eftersom de inte kunde kommunicera på något gemensamt språk. 18 juni 1914 startade man från floden Seine med flygplanet som var döpt till l'Americain. Sedan Sperry flugit förbi publiken ett par gånger, avslutade han uppvisningen med en låg flygning, där styrautomaten var inkopplad. Cachin klättrade ut på styrbordsvingen medan Sperry klättrade ut på babordsvingen, medan flygplanet flög förbi publiken med förarplatsen tom. De militära observatörerna blev förstummade och kommendör Joseph Barrès fick följa med under en flygtur där styrautomaten även genomförde start och landning. Som segrare och 50 000 franc rikare lämnade Sperry tävlingen.

### Första världskriget
När första världskriget bröt ut erbjöd han sig att tjänstgöra som pilot vid fronten. Erbjudandet avvisades, eftersom han saknade examen från college. Han återvände istället till USA, där han fortsatte sin forskning i styrautomater och flygplan.   
Fram till 1914 hade han huvudsakligen flugit sjöflygplan. Nu inledde han en konstruktion av ett flygplan, som kunde landa på både vatten och land, ett amfibieflygplan. 1915 premiärvisade han en flygbåt med infällbart hjullandställ. Vid Sperry Gyroscope Company i Brooklyn utvecklade Elmer Ambrose Sperry och Lawrence ett förarlöst flygplan, som kunde flyga till ett mål väglett av Sperrys styrautomat. När krigsmakten visade svagt intresse övergav man fortsatt utveckling. Obemannade farkoster kom senare att konstrueras under andra världskriget.   
Lawrence for till England 1915 och när han återvände till USA 1916 bar han på en resväska full med order på sin styrautomat, som nu blivit känd som automatic pilot. Samma år utnämndes han till löjtnant och flyginstruktör i U.S. Navy. Sedan USA kom med i kriget 1917 utvecklade han styrbara bomber. Tillsammans med bilkonstruktören Charles Kettering tog han fram en prototyp på ett förarlöst flygplan (Bug), som kunde flyga mot ett förbestämt mål. Under ett flygförsök med Bugflygplanet i mars 1918 havererade han, och tvingas till tre månaders sjukhusvistelse. När han blev utsläppt från sjukhuset konstruerade han en fallskärm som inte kunde fastna i flygplanet vid uthopp. För att bevisa fallskärmens förmåga for han till Garden City Hotel. På hotellets tak lät han vinden fånga upp fallskärmen, för att sedan låta sig släpas utmed taket, innan han tryggt landade på marken. 1918 grundade han företaget  Lawrence Sperry Aircraft Co i Farmingdale. När kriget tog slut konstruerade han, efter ett samtal med general Billy Mitchell, sportflygplanet Sperry Messenger. Flygplanet visade sig ha så bra prestanda att U.S. Air Service omgående beställde ett dussintal för allmän flygträning. Ett flygplan tillverkades för Sperrys privata räkning. Han använde flygplanet för resor mellan sitt hem i Brooklyn och fabriken på Long Island.

### Senare år
Mellan 1915 och fram till sin död 1923 hade han ansökt om 23 patent, som antingen var beviljade eller under utredning. Bland dessa fanns ett instrument som gjorde det möjligt att blindflyga. Hans svängindikator och horisontgyro ingick i grundinstrumenteringen i små flygplan upp till Boeing 747, innan de i slutet på 1990-talet ersattes av glascockpit.  
Sperry nämns även som grundare av Mile High Club. Under en flygning i november 1916 med en Curtiss flygbåt över Babylon New York kopplade han in styrautomaten och genomförde ett sexuellt umgänge med sin flygelev Fru Waldo Polk (andra nämner flygpionjären Dorothy Rice som kvinnan). Tack vare autopiloten kunde de två börja utforska varandra närmare medan planet flög över New York. Av misstag verkar de ha avaktiverat autopiloten, vilket ledde till att planet dök ner i vattnet. Parets räddare blev mycket förvånade över att hitta dem nakna och där att Sperry ihärdigt påstod att det var själva olyckan som slet kläderna av dem.
23 december 1923 startade han med sitt Messenger-flygplan från England för en snabb resa till Frankrike. Trots kraftig dimbildning litade han på sin förmåga att flyga helt efter instrument, men någonstans över engelska kanalen drabbades han av problem. Någon dag efter hans start hittades flygplanet flytande på vattnet. Kroppen återfanns 11 januari 1924. Flygplansvraket köptes senare av Clarence Chamberlin, som lät reparera det och modifiera det för sina demonstrationsflygningar av lätta flygplan 1928.

## Efterspel
Företaget Sperry Aircraft Manufacturing kunde inte överleva efter hans död. Dels saknades det en kraftfull ledare i bolaget och flygplansmarknaden dränktes av flygplan från olika överskottslager. Men hans styrautomater och varunamnet Sperry återfinns även i dagens flygplan.  

## Flygplan konstruerade av Lawrence Sperry
- 1910 glidflygplan
- 1911 motorflygplan 1pOB med en 60 hk Anzanimotor
- 1919 Land and Sea Triplane, ett litet bombflygplan
- 1920 Sperry M-1 (Messenger)
- 1922 Hi-Lift ett experimentflygplan baserat på en Curtiss OX-5